# Даниела Попова
Даниела Попова е български юрист – прокурор. В периода 2013 – 2018 г. е ръководител на Апелативната специализирана прокуратура.

## Биография
Родена е в село Говедарци, община Самоков. Магистър по право е от Юридическия факултет на УНСС.
Кариерата си започва през 2000 г., постъпвайки като младши прокурор, като се издига до районен прокурор на Сливница (2011). През периода 2011 – 2012 г. работи като обвинител в първоинстанционната и Апелативната специализирана прокуратура.
Избрана е от Висшия съдебен съвет за ръководител на Апелативната специализирана прокуратура през октомври 2013 г. Седем месеца преди официално мандатът ѝ на тази позиция да приключи, изненадващо тя подава оставка. Освободена е от поста с акт на ВСС през март 2018 г.